# 伊兹拉
伊兹拉 (阿拉伯语：ازرع) 是叙利亚的一座城市，德拉省下辖伊兹拉区的首府。伊兹拉海拔600米，人口14722人。

## 地理概况
伊兹拉城海拔600米，距离叙利亚首都大马士革大约80公里。